# Атеринопсовые
Атеринопсовые (лат. Atherinopsidae) — семейство лучепёрых рыб из отряда атеринообразных. Морские, солоноватоводные и пресноводные рыбы. Ранее рассматривали в ранге подсемейства в составе семейства Atherinidae; позднее статус повышен до семейства. Распространены в умеренных, субтропических и тропических водах Северной, Центральной и Южной Америки и водах Атлантического и Тихого океанов.

## Описание
Тело удлинённое, покрыто циклоидной чешуёй. Чешуя мелкая (31—50 чешуй в латеральных рядах) или крупная (более 100 чешуй в латеральных рядах). Тело у большинства видов полупрозрачное, по бокам проходит широкая серебристая полоса. Рот маленький, конечный. Предчелюстная кость выдвижная. Два широко разнесённых спинных плавника; в первом спинном плавнике 2—9 колючих гибких лучей, а во втором — 1 колючий и несколько мягких лучей. Грудные плавники расположены высоко на теле. Брюшные плавники абдоминальные. В анальном плавнике 1 колючий и несколько мягких лучей. Две прерывистые боковые линии; одна проходит вдоль середины тела, заканчивается перед началом основания анального плавника; вторая проходит вдоль брюха от середины основания анального плавника до окончания хвостового стебля. Позвонков 35—60.
Максимальная длина тела 52 см у Odontesthes bonariensis, а минимальная 4,2 см у Menidia colei.
Питаются зоопланктоном, насекомыми, мелкими рыбами и иногда улитками.

## Классификация
В составе семейства выделяют два подсемейства с 13 родами и 112 видами:
- Подсемейство Atherinopsinae
  - Триба Atherinopsini. 4 рода с 6 видами. Морские, иногда заходят в солоноватую воду. Умеренные воды тихоокеанского побережья Северной Америки от Британской Колумбии до Калифорнийского залива.
    - Род Atherinops Steindachner, 1876 — Атеринопсы
    - Род Atherinopsis Girard, 1854 — Калифорнийские атерины
    - Род Colpichthys Hubbs, 1918
    - Род Leuresthes Jordan & Gilbert, 1880 — Грунионы

  - Триба Sorgentinini
    - Род Basilichthys Girard, 1855 — Базилихты. 4 вида, пресноводные. Перу и Чили
    - Род Odontesthes Evermann & Kendall, 1906 — Одонтесты, или пехереи. 23 вида, из них 8 морские (от Перу до юга Бразилии и Огненной Земли) и 15 пресноводные (от Чили до юга Бразилии и Патагонии). Многие из указанных видов выходят в солоноватые воды.

- Подсемейство Menidiinae
  - Триба Menidini. 4 рода, 36 видов
    - Род Chirostoma — Хиростомы

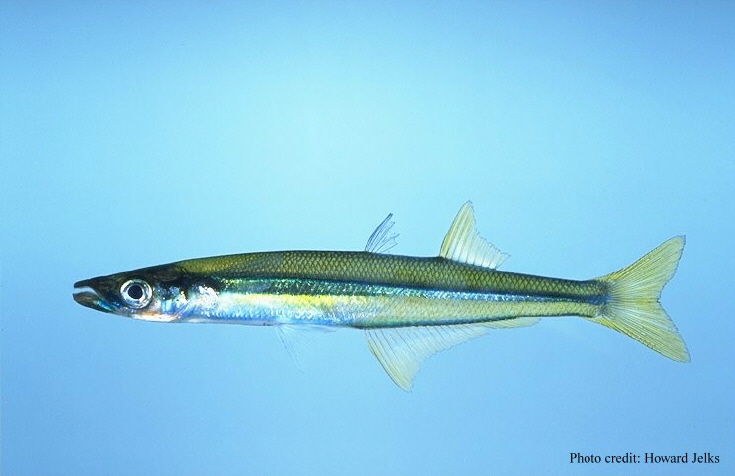
Labidesthes sicculus

    - Род Labidesthes — Североамериканские атерины-лабидесты
    - Род Menidia — Менидии
    - Род Poblana

  - Триба Membradini
    - Род Atherinella. 35 видов, из них 15 морских и 20 пресноводных
    - Род Melanorhinus — Черноносые атерины, или черноносы. 3 вида, морские
    - Род Membras — Восковые менидии. 6 видов, морские